# Battaglia navale del Golfo di Cagliari
La battaglia navale del Golfo di Cagliari ebbe luogo tra il 26 e il 29 dicembre del 1325 fra la flotta aragonese e quella pisano-genovese.

## Premesse
Dopo la sconfitta nella battaglia di Lucocisterna (febbraio 1324) i pisani furono costretti ad accettare la resa e a cedere agli aragonesi i loro possedimenti territoriali in Sardegna che comprendevano gli ex-giudicati di Calari e Gallura. La repubblica di Pisa mantenne tuttavia il controllo su Castel di Castro e i villaggi limitrofi di Villanova e Stampace
Nel 1325 i Doria cercarono di prendere il comune di Sassari, passato agli aragonesi nel 1323, e Pisa dovette dichiarare di nuovo guerra agli aragonesi a causa dell'attacco di una flotta aragonese di rinforzo. Nel novembre dello stesso anno una flotta genovese e pisana, affidata a Gaspare Doria fu radunata nel porto di Savona.

## Svolgimento
La flotta pisano-genovese, composta da 22 galee savonesi, 4 galee armate e 6 battelli pisani, raggiunse il Capo di Sant'Elia la sera della vigilia di Natale. Ad attenderla c'erano 22 galee aragonesi al comando dell'ammiraglio Francesco Carroz.
La battaglia iniziò il giorno 26 quando 12 galee pisano-genovesi dell'ala sinistra lanciarono un attacco contro una nave catalana, senza però riuscire ad impadronirsene.
Dopo alcuni giorni di scaramucce il momento decisivo della battaglia fu quando, poste le galee pisano-genovesi davanti e al fianco sinistro di quelle catalane, l'ammiraglio aragonese Francesco Carroz diede l'ordine di attaccarle, prendendole alla sprovvista.
Con rapidità le navi catalane presero possesso di sette galee genovesi, una delle quali era dello stesso ammiraglio Gaspare Doria, che si diede alla fuga. Le restanti galee, essendo più leggere rispetto a quelle catalane, riuscirono a fuggire. Centinaia fra pisani e genovesi morirono o furono fatti prigionieri.

## Conseguenze
A seguito della sconfitta navale e dell'assalto a Stampace del gennaio successivo i pisani furono costretti a cedere definitivamente Castel di Castro agli aragonesi nel giugno del 1326; le loro abitazioni furono riassegnate a sudditi della Corona d'Aragona.
I genovesi non accettarono la resa e nel 1330 ripresero le ostilità. Nel 1331 un'armata aragonese attaccò la stessa repubblica genovese colpendo Mentone, Savona e Genova prima di ritirarsi in Sardegna.